# Inocybe scabriuscula
Inocybe scabriuscula är en svampart som beskrevs av E. Horak 1978. Inocybe scabriuscula ingår i släktet Inocybe och familjen Inocybaceae.   Inga underarter finns listade i Catalogue of Life.